# هوبير نيويل
هوبير نيويل (بالإنجليزية: Hubert Newell)‏ هو كاهن كاثوليكي أمريكي، ولد في 16 فبراير 1904 في دنفر في الولايات المتحدة، وتوفي في 8 سبتمبر 1987.